# Aparecida de Goiânia
Aparecida de Goiânia es un municipio brasileño del estado de Goiás. Su población estimada en el año 2016 era de 532.135 habitantes.
Tiene una superficie de 288 km² representando el 0.0848% del Estado, 0.018% de la región y un 0.0034% de todo el territorio brasileño.
Se localiza a una latitud de 16º49´23" Sur, y una longitud de 49º14´38" Oeste, a una altitud de 808 metros sobre el nivel del mar.
Con respecto a la economía, se destaca la cría de ganado bovino y extracción de leche. Además, predomina la industria arenera para construcciones, piedras, barro común para la fabricación de tejas.
- Datos: Q459711
- Multimedia: Aparecida de Goiânia / Q459711

1. ↑  Worldpostalcodes.org,código postal n.º 74900-000.